# Egon Michael Salzer
Egon Michael Salzer (geboren am 17. Juli 1908 in Wien, Österreich-Ungarn; gestorben am 25. September 1991 in Stockholm, Schweden) war ein österreichisch-britisch-schwedischer Journalist.  Als Auslandskorrespondent berichtete er unter anderem aus England, Frankreich, den Vereinigten Staaten, aus Mexiko und Skandinavien.

## Leben
Egon Michael Salzer war der Sohn der Helene Salzer und des Richard Salzer, der als Schiffsagent in Wien arbeitete, seine Mutter rettete sich vor der deutschen Judenverfolgung nach England, seine Schwester Valerie nach Palästina. Egon Michael Salzer studierte Kunstgeschichte, Philosophie, daneben auch Medizin, an der Universität Wien und besuchte auch die Technische Hochschule Wien. Seit 1926 arbeitete er als freier Journalist und ging 1929 als Auslandskorrespondent für die Zeitungen Neues Wiener Journal, Prager Tagblatt und Pester Lloyd nach London. 1930 machte er seine erste Rundfunksendung beim Sender Breslau. Salzer, der auch als Korrespondent aus Skandinavien berichtete, heiratete 1932 die Britin Gwendolen Bak, sie hatten einen Sohn. Er heiratete 1947 die Schwedin Britta Markus (1924–2010) sie hatten eine Tochter und einen Sohn. Er schrieb auch für Schweizer Zeitungen, während die reichsdeutschen Zeitungen nach der Machtübergabe an die Nationalsozialisten 1933 seine Beiträge nicht mehr annahmen.
Nach dem Anschluss Österreichs 1938 beendete das Wiener Journal aus rassistischen Gründen die Zusammenarbeit. Salzer wurde 1938 britischer Staatsbürger und musste sich mit Beiträgen für The Daily Telegraph und Evening Standard über Wasser halten. 1939 ging er als Korrespondent des Daily Sketch nach Paris. Beim deutschen Angriff auf Frankreich im Mai 1940 kehrte er nach England zurück. In Paris und London traf er auf die österreichischen und deutschen Emigranten und führte mit ihnen Interviews, so eine „Plauderei“ mit Stefan Zweig.
Im Herbst 1940 meldete er sich freiwillig für die Royal Air Force und wurde zunächst nur als einfacher Soldat und dann als Kriegsberichterstatter im Rang eines Squadron Leader (Major) in Kriegsschauplätzen in Nordafrika, Italien, Jugoslawien, Indien und Burma eingesetzt. Anfang 1945 war er in Belgien und in Dänemark stationiert. Nach der deutschen Kapitulation wertete er deutsche Akten über die Auswirkungen des Luftkriegs aus. Ihm wurde eine leitende Funktion beim Aufbau der Presse im besetzten Österreich angeboten, was er eingedenk der vielen dort im Holocaust ermordeten Verwandten ablehnte.
Nach seiner Entlassung aus der Armee arbeitete er ab November 1945 als Korrespondent für den Toronto Star beim Nürnberger Prozess gegen die Hauptkriegsverbrecher.
Salzer zog 1947 als Korrespondent für die Magazine Time und Life, The Observer und den Manchester Guardian nach Schweden und ließ sich in Lidingö nieder. Ab 1950 schrieb er auch wieder in der deutschen Sprache. Er arbeitete nun auch für deutsche Radiosender, Fernsehprogramme, die Zeitungen Die Welt, Die Zeit (Hamburg), Weltwoche und schrieb in der Zeitschrift Epoca. Ab 1968 arbeitete er auch wieder für eine österreichische Zeitung, Die Presse in Wien. E. Michael Salzer arbeitete zudem für Radio Bern, Merian, Westermanns Monatshefte und Feinschmecker. Er veröffentlichte für deutsche Leser zwei Reisebücher über Skandinavien. Für die von der Nobelstiftung herausgegebene Reihe von Werken der Literaturnobelpreisträger schrieb er über zehn kurze Werkeinführungen.
Egon Michael Salzer war (vor 1986) geschieden und hatte drei Kinder (Pauline, Thomas und Peter).

## Schriften (Auswahl)
- Einführung Nobelpreis für Literatur. 1976–1981.
- „Ihren Dreck brauchen wir nicht mehr. Heil Hitler!“ Das Ende als Londoner Korrespondent. In: Medien & Zeit. 2/1988.
- Skandinavien. Text: E. Michael Salzer. Fotos: Walter Imber. Mondo-Verlag, Lausanne 1979.
- Smörgasbord: Schlemmereien mit schwedischen Leckerbissen. Heyne, München 1978.
- Deutsches Schuldbewusstsein. In: Toronto Star, 19. November 1945. Aus dem Englischen übersetzt bei: Steffen Radlmaier (Hrsg.): Der Nürnberger Lernprozess. Von Kriegsverbrechern und Starreportern. Frankfurt am Main : Eichborn, 2001, S. 34ff.
- Plauderei mit Stefan Zweig. In: Ulrich Weinzierl (Hrsg.): Stefan Zweig – Triumph und Tragik. Aufsätze, Tagebuchnotizen, Briefe. Fischer, Frankfurt am Main 1992, S. 116–118.